# Archäologischer Park Rifnik
Der Archäologische Park Rifnik ist ein Freilichtmuseum in der Gemeinde Šentjur in der historischen Landschaft Untersteiermark in Slowenien.

## Beschreibung
Das Freilichtmuseum liegt auf dem Rifnik-Hügel südlich von Šentjur.
Auf dem Hügel wurden Siedlungsreste aus der späten Bronzezeit, der frühen Eisenzeit sowie aus der Spätantike gefunden.
Erste Siedlungsspuren fanden Archäologen in der tiefsten Schicht unter den Überresten einer Siedlung aus der früheren Eisenzeit. In einer Siedlungshöhle aus dem Ende der jüngeren Steinzeit wurden mehrere unterschiedliche Keramikfragmente mit charakteristischen Formen und Verzierungen aus dem Ende des 4. Jahrtausends v. Chr. gefunden.
Die frühantiken Siedlungen umfassten das gesamte obere Plateau und die Terrassen des Hügels. Sie bestanden aus Hütten unterschiedlicher Größe, die über charakteristische rechteckige Steinfundamente verfügten. Neben Feuerstellen wurden zahlreiche Reste von Keramikgefäßen gefunden.

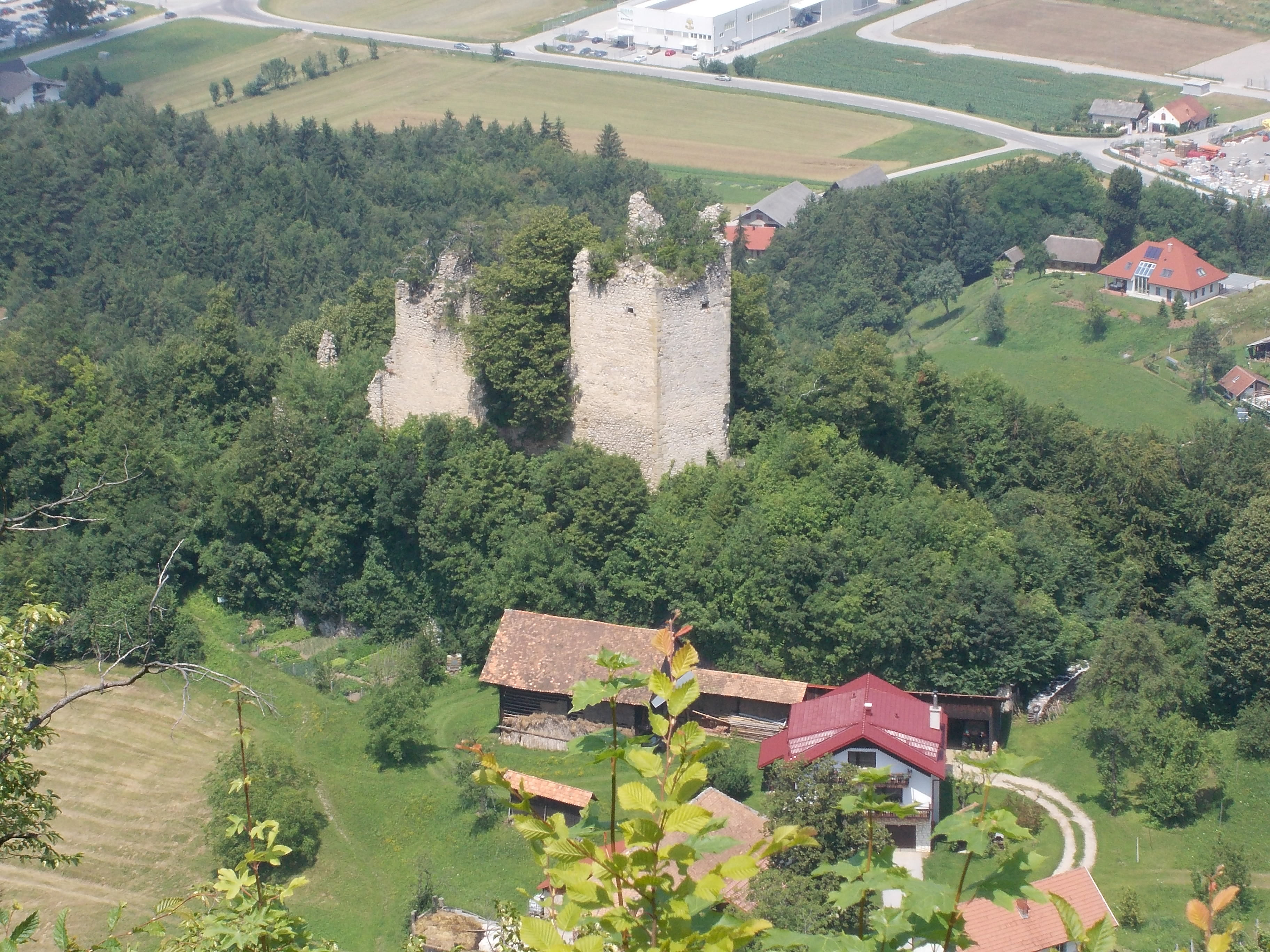
Burgruine Rifnik vom Archäologischen Park
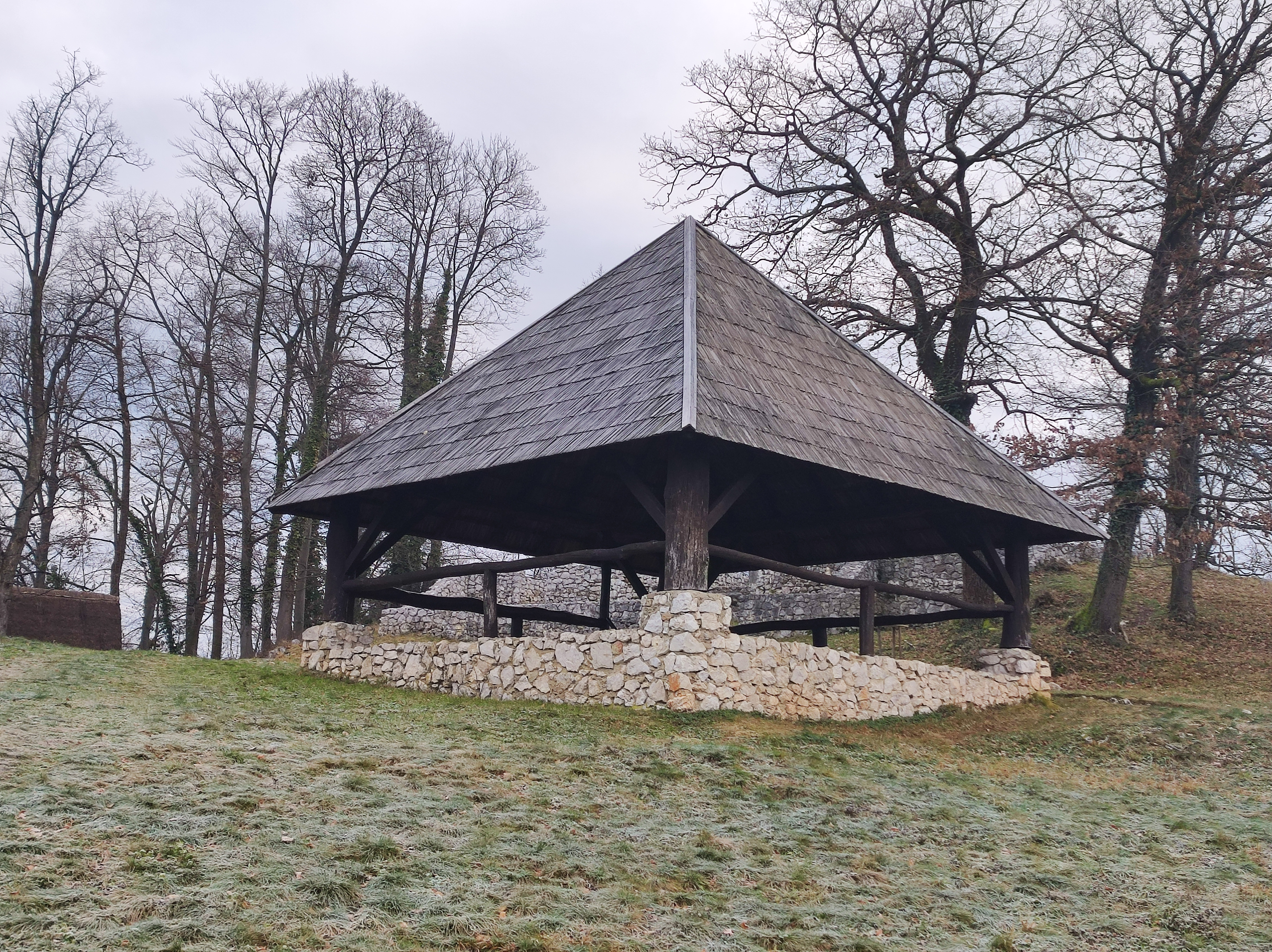
Ruinen des Wasserreservoirs
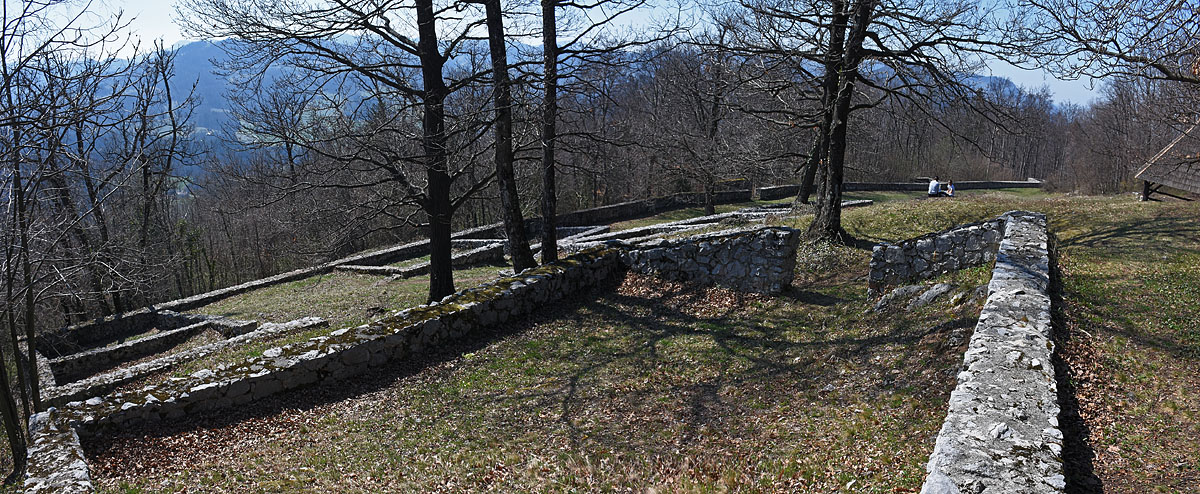
Ausgrabungen auf der Südterrasse des Rifnik-Hügels
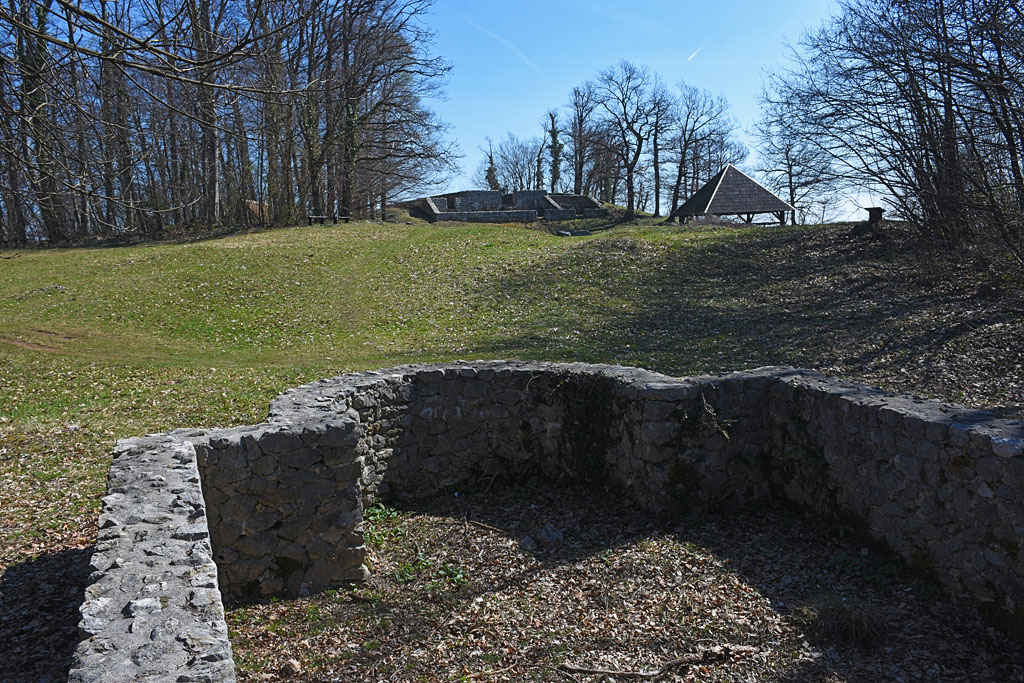
Reste der Arianer-Kirche-Kirche